# Confolens
Confolens (okcitansko Confolent) je naselje in občina v zahodni francoski regiji Poitou-Charentes, podprefektura departmaja Charente. Leta 2006 je naselje imelo 2.808 prebivalcev.
Confolens je kulturno-zgodovinsko središče, glavno mesto ljudske umetnosti in izročila sveta, poznan po istoimenskem festivalu Le festival de Confolens.

## Geografija
Kraj leži v pokrajini Limousin ob sotočju rek Vienne in Goire, od tod tudi ime. Od osrednjih mest v regiji - Limogesa, Angoulêma in Poitiersa - je oddaljen od 60 do 70 km.

## Uprava
Confolens je sedež dveh kantonov:
- Kanton Confolens-Jug (del občine Confolens, občine Abzac, Brigueuil, Brillac, Esse, Lesterps, Montrollet, Saint-Christophe, Saint-Germain-de-Confolens, Saint-Maurice-des-Lions, Oradour-Fanais: 6.849 prebivalcev),
- Kanton Confolens-Sever (del občine Confolens, občine Ambernac, Ansac-sur-Vienne, Épenède, Hiesse, Lessac, Manot, Pleuville: 4.499 prebivalcev).

Naselje je prav tako sedež okrožja, v katerega so poleg njegovih dveh vključeni še kantoni Aigre, Chabanais, Champagne-Mouton, Mansle, Montembœuf, Ruffec, Saint-Claud in Villefagnan s 36.719 prebivalci.

## Zgodovina
Confolens se prvikrat omenja v 11 stoletju kot posest gospostva Chabanais, razdeljen na dve škofiji z mejo na reki Vienne.
Leta 1604 je bila dotedanja baronija povišana v grofijo Confolens.

## Zanimivosti
- donjon nekdanjega gradu Château de Confolens iz 12. stoletja,
- granitni most Pont Vieux (13. stoletje, zgodovinski spomenik),
- kapela Commanderie du Saint Esprit (13. stoletje, zgodovinski spomenik),
- romanska cerkev sv. Jerneja (zgodovinski spomenik),
- romanska mestna vrata (zgodovinski spomenik),
- grofovska graščina (15. do 16. stoletje, zgodovinski spomenik),
- hiša Maison du duc d'Epernon ob ulici Rue du Soleil (16. stoletje, zgodovinski spomenik),
- mestna hiša Hôtel de ville (17. stoletje, zgodovinski spomenik).

## Pobratena mesta
- Georgenthal (Turingija, Nemčija),
- Pitlochry (Škotska, Združeno kraljestvo).

1. ↑  »Populations légales 2016«. Nacionalni inštitut za statistične in gospodarske raziskave. Pridobljeno 25. aprila 2019.